# Bota, Ceyhan
Bota là một xã thuộc huyện Ceyhan, tỉnh Adana, Thổ Nhĩ Kỳ.